# Manifiesto de los 93

"Destruye esta bestia bruta: Alístate". Cartel de propaganda estadounidense de 1917, que representa a Alemania como una bestia salvaje. El palo que empuña el mono está rotulado como "Cultura" en referencia al Manifiesto de los 93

El "Manifiesto de los 93" es el nombre  generalmente dado a una proclama publicada el 4 de octubre de 1914, firmada por 93 prominentes científicos, eruditos y artistas alemanes, declarando su irrevocable apoyo a las acciones militares alemanas a comienzos de la Primera Guerra Mundial. Estas acciones bélicas fueron denominadas por el bando contrario como la Violación de Bélgica. El Manifiesto impulsó el apoyo a la guerra en universidades y escuelas alemanas, ante la indignación de numerosos intelectuales de los países enfrentados con Alemania.
El astrónomo alemán Wilhelm Foerster se arrepintió pronto de haber firmado el documento y escribió junto con Georg Friedrich Nicolai una segunda declaración, titulada Manifiesto a los europeos, donde argumentaban que: "Parece no solo algo bueno, sino en extremo necesario, que las personas educadas de todas las naciones dirijan su influencia de tal manera que los términos de una paz no sean fuente de futuras guerras - aunque actualmente sea incierto el resultado de la guerra. El hecho de que esta guerra haya sumergido todas las relaciones europeas en un estado igualmente inestable y plástico, tendría que ser aprovechado para hacer de Europa una totalidad orgánica."
Un informe de 1921 publicado en The New York Times encontró que de 76 firmantes supervivientes, 60 expresaron en alguna medida su arrepentimiento. Algunos aseguraron no haber visto lo que habían firmado.

## Texto
A continuación se acompaña una traducción al español del texto original:

Como representantes de la ciencia y del arte alemán, los abajo firmantes protestamos solemnemente ante el mundo civilizado por las mentiras y calumnias con que nuestros enemigos intentan ensuciar la justa y noble causa de Alemania en la dura lucha que nos han impuesto y que amenaza nada menos que nuestra existencia. La marcha de los acontecimientos se ha encargado de refutar la mentirosa propaganda que no anunciaba sino derrotas alemanas, aunque ahora se emplean con mucho más ardor para falsear la verdad y hacernos odiosos. Contra esto protestamos levantando nuestra voz, que es la voz de la verdad.

No es verdad que Alemania haya provocado esta guerra. Ni el Pueblo, ni el Gobierno, ni el Emperador alemán la han querido. Hasta el último momento, hasta lo imposible, Alemania ha luchado por mantener la paz. El mundo entero puede juzgar las pruebas que proporcionan los documentos auténticos. En innumerables ocasiones Guillermo II ha defendido la paz a lo largo de los veintiséis años de su reinado, hecho que incluso nuestros enemigos han reconocido. Olvidan que este Emperador, al que se atreven a comparar con Atila, ha sido objeto de sus burlas a causa de ese amor inquebrantable por la paz. Hasta que no ha sido amenazado y después atacado a traición por tres grandes potencias, nuestro pueblo no se ha levantado como un solo hombre.
No es verdad que hayamos vulnerado de manera criminal la neutralidad de Bélgica. Tenemos la prueba irrefutable de que Francia e Inglaterra habían decidido vulnerar esa neutralidad con la connivencia de Bélgica. Hubiera sido un suicidio por parte de nuestra patria no adelantarse a este hecho.
No es verdad que nuestros soldados hayan atentado contra la vida y los bienes de un solo ciudadano belga sin haberse visto forzados a ello en legitima defensa, porque una y otra vez, a pesar de las advertencias, la población ha disparado a traición contra nuestras tropas, ha mutilado a heridos y asesinado a médicos que ejercían su humanitaria profesión. No hay infamia mayor que ocultar las atrocidades de estos asesinos y acusar de un crimen a los alemanes por los castigos que se han visto obligados a infligir a estos bandidos.
No es verdad que nuestras tropas hayan destruido Lovaina brutalmente. Asaltadas sus posiciones por una población furiosa, a su pesar, nuestras tropas han tenido que tomar represalias y bombardear una parte de la ciudad. La mayor parte de Lovaina se mantiene intacta. El famoso Ayuntamiento ha quedado intacto porque, a riesgo de su vida, nuestros soldados lo han protegido de las llamas. Por supuesto, todos los alemanes lamentarían la destrucción presente o futura de obras de arte en el curso de esta terrible guerra. Pero, pese a nuestro gran amor por el arte, que no puede ser superado por ninguna otra nación, debemos rechazar decididamente que el coste de salvar una obra de arte suponga una derrota de nuestros ejércitos.
No es verdad que hagamos la guerra sin respetar las leyes internacionales. Nuestros soldados no cometen ni actos de indisciplina, ni crueldades. Sin embargo, al Este de nuestra patria, la tierra se empapa con la sangre de las mujeres y los niños masacrados sin piedad por las salvajes tropas rusas, y en el Oeste, las balas explosivas de nuestros adversarios destrozan los pechos de nuestros soldados. Quienes se han aliado con rusos y serbios y no temen alentar a mongoles y negros contra la raza blanca, ofreciendo así al mundo civilizado el espectáculo más vergonzoso que se pueda imaginar, no tienen ningún derecho a llamarse a sí mismos defensores de la civilización europea.
No es verdad que la lucha contra el llamado militarismo alemán no sea también una lucha contra nuestra cultura, como pretenden nuestros hipócritas enemigos. Si no fuese por nuestro militarismo, nuestra civilización habría sido aniquilada hace tiempo. Ha sido para protegerla por lo que ha surgido este militarismo en nuestro país, expuesto como ningún otro a continuas invasiones a lo largo de los siglos. El Ejército alemán y el Pueblo alemán no son sino uno y este sentimiento une fraternalmente a 70 millones de alemanes sin distinción de cultura, clase o partido.
La mentira es el arma envenenada que no podemos arrancar de las manos de nuestros enemigos. Lo único que podemos hacer es declarar, levantando la voz ante el mundo entero, que nuestros enemigos dan falso testimonio contra nosotros. A quienes nos conocen y han sido, como nosotros, guardianes de los bienes más preciados de la humanidad, les decimos:

¡Créannos! Sepan que llegaremos hasta el final de esta lucha como nación civilizada, como pueblo para el que el legado de Goethe, Beethoven y Kant es tan sagrado como su tierra y su hogar.

## Firmantes
Dentro de los 93 firmantes hay: condecorados con premios Nobel, artistas, médicos, físicos, químicos, teólogos, filósofos, poetas, arquitectos y profesores universitarios.

### Lista de firmantes
1. Adolf von Baeyer, químico, sintetizó el color índigo, premio Nobel en Química en 1905
2. Peter Behrens, arquitecto y diseñador
3. Emil Adolf von Behring, fisiólogo, premio Nobel en Fisiología o Medicina en 1901
4. Wilhelm von Bode, historiador de arte y conservador museístico
5. Aloïs Brandl, filólogo austriaco-alemán
6. Lujo Brentano, economista y reformista social
7. Justus Brinckmann, historiador del arte
8. Johannes Conrad, economista político
9. Franz von Defregger, artista austriaco
10. Richard Dehmel, escritor y poeta anticonservador
11. Adolf Deissmann, teólogo protestante
12. Wilhelm Dörpfeld, arquitecto; arqueólogo en la Troya antigua
13. Friedrich von Duhn, arqueólogo clásico
14. Paul Ehrlich, premio Nobel en Fisiología o Medicina en 1908, iniciador de la quimioterapia
15. Albert Ehrhard, sacerdote católico e historiador
16. Karl Engler, químico
17. Gerhart Esser, teólogo católico
18. Rudolf Christoph Eucken, filósofo: ganador en 1908 del premio Nobel de Literatura
19. Herbert Eulenberg, poeta y dramaturgo
20. Henrich Finke, historiador de la iglesia católica
21. Hermann Emil Fischer, químico, premio Nobel en Química de 1902
22. Wilhelm Foerster, también firmó el contramanifiesto
23. Ludwig Fulda, dramaturgo judío con fuerte compromiso social
24. Eduard von Gebhardt, pintor
25. Jan Jakob Maria de Groot, sinólogo e historiador de la religión
26. Fritz Haber, químico, premio Nobel de Química en 1918 por la síntesis del amoníaco
27. Ernst Haeckel, biólogo, acuñó los términos ecología, phylum o célula madre y expresiones como la ontogenia recapitula la filogenia
28. Max Halbe, dramaturgo
29. Adolf von Harnack, teólogo luterano
30. Carl Hauptmann, dramaturgo
31. Gerhart Hauptmann, dramaturgo y novelista, premio Nobel en Literatura en 1912
32. Gustav Hellmann, meteorólogo
33. Wilhelm Herrmann, teólogo protestante
34. Andreas Heusler, medievalista suizo
35. Adolf von Hildebrand, escultor
36. Ludwig Hoffmann, arquitecto
37. Engelbert Humperdinck, compositor p.ej. de "Hänsel und Gretel"
38. Leopold Graf von Kalckreuth, pintor
39. Arthur Kampf, pintor historicista
40. Friedrich August von Kaulbach, pintor
41. Theodor Kipp, jurista
42. Felix Klein, matemático: teoría de grupos, análisis complejo, geometría no euclidiana y la "botella de Klein"
43. Max Klinger, pintor simbolista, escultor, impresor y escritor
44. Aloïs Knoepfler, historiador del arte
45. Anton Koch, teólogo católico
46. Paul Laband, profesor de leyes
47. Karl Lamprecht, historiador
48. Philipp Lenard, físico, premio Nobel de Física en 1905 por su investigación sobre los rayos catódicos
49. Maximilian Lenz, pintor
50. Max Liebermann, pintor impresionista judío e impresor
51. Franz von Liszt, jurista y experto legal (primo del compositor)
52. Ludwig Manzel, escultor
53. Joseph Mausbach, teólogo
54. Georg von Mayr, estadístico
55. Sebastian Merkle, teólogo católico
56. Eduard Meyer, historiador
57. Heinrich Morf, lingüista
58. Friedrich Naumann, político liberal y pastor protestante
59. Albert Neisser, médico que descubrió la causa de la gonorrea
60. Walther Hermann Nernst, físico: tercera ley de la termodinámica, premio Nobel de Química en 1920
61. Wilhelm Ostwald, químico: premio Nobel de Química en 1909
62. Bruno Paul, arquitecto, ilustrador, diseñador de interiores y de mobiliario
63. Max Planck, físico teórico: autor de la teoría cuántica, premio Nobel de Física en 1918
64. Albert Plohn, profesor de medicina
65. Georg Reicke
66. Max Reinhardt, austriaco, actor y director de cine que trabajaría en los Estados Unidos
67. Alois Riehl, filósofo
68. Carl Robert, filólogo y arqueólogo
69. Wilhelm Röntgen, físico: descubridor de los rayos X, premio Nobel de Física en 1901
70. Max Rubner, fisiólogo e higienista
71. Fritz Schaper, escultor
72. Adolf von Schlatter, teólogo protestante
73. August Schmidlin, teólogo
74. Gustav von Schmoller, economista
75. Reinhold Seeberg, teólogo
76. Martin Spahn, historiador
77. Franz von Stuck, pintor, escultor, grabador y arquitecto
78. Hermann Sudermann, dramaturgo y novelista
79. Hans Thoma, pintor
80. Wilhelm Trübner, pintor realista
81. Karl Vollmöller, dramaturgo y guionista
82. Richard Voss, dramaturgo y novelista
83. Karl Vossler, lingüista y erudito
84. Siegfried Wagner, compositor, hijo de Richard Wagner
85. Heinrich Wilhelm Gottfried Waldeyer, anatomista: acuñó el término cromosoma
86. August von Wassermann, bacteriólogo: desarrolló la "prueba de Wassermann" para la sífilis
87. Felix Weingartner, director austriaco, compositor y pianista
88. Theodor Wiegand, arqueólogo
89. Wilhelm Wien, físico, premio Nobel en 1911 por su trabajo sobre la radiación del calor
90. Ulrich von Wilamowitz-Moellendorff, filólogo clásico
91. Richard Willstätter, químico orgánico, premio Nobel de Química en 1915 por descubrir la estructura de los pigmentos vegetales
92. Wilhelm Windelband, filósofo
93. Wilhelm Wundt, médico, psicólogo, fisiólogo, filósofo, "padre de la psicología experimental"